# Terenci Moix
Pour les articles homonymes, voir Moix.
 (août 2019).
Si vous disposez d'ouvrages ou d'articles de référence ou si vous connaissez des sites web de qualité traitant du thème abordé ici, merci de compléter l'article en donnant les références utiles à sa vérifiabilité et en les liant à la section « Notes et références ».
Œuvres principales
- No digas que fue un sueño
- El sexe dels àngels
- El día que va morir Marilyn
- Siro o la increada consciència de la raça
- La caiguda de l'Imperi Sodomita i altres històries herètiques

Ramón Moix Meseguer, dit Terenci Moix, né à Barcelone le 5 janvier 1942 et mort le 2 avril 2003  dans la même ville, est un écrivain espagnol d'expression catalane et espagnole.
Il fait partie, avec d'autres intellectuels espagnols des années 1960, de la Gauche divine.

## Biographie
Écrivain et cinéphile, il devient un des écrivains de la littérature espagnole les plus lus après la publication de No digas que fue un sueño (1986) — plus d'un million d'exemplaires — suivi de El somni d'Alexandria (1988).
Autodidacte, il publie son premier roman en 1968, La torre dels vicis capitals.
Son œuvre navigue entre la critique et la mythification de la culture catalane, les valeurs du franquisme, l'éducation religieuse et le sexe (il fit ses études, selon ses dires, dans des écoles religieuses). Ses romans sont des histoires d'amour au temps de l'Égypte pharaonique.
Il écrit dans plusieurs journaux ou revues : Tele-Exprés, Tele-Estel, El Correo Catalán, Destino, Nuevos Fotogramas, Serra d'Or et El País.
En 1992, il publie El sexe dels àngels, qui fait polémique pour sa satire de la culture catalane et pour lequel il reçoit le prix littéraire Lletra d'Or en 1993.
Homosexuel déclaré, Moix participe à de nombreux débats télévisés, s'exprimant sur le thème de la sexualité et combattant toute manifestation d'homophobie, comme avec ses critiques acerbes envers le prix Nobel de littérature Camilo José Cela.
Il meurt en avril 2003 d'un emphysème pulmonaire dû à son tabagisme. Ses cendres sont dispersées dans la baie d'Alexandrie, près du phare, et dans la rue Joaquim Costa du Raval à Barcelone, où il est né.
Le 22 avril 2005 a lieu la première édition des prix internationaux Terenci Moix à Barcelone, créés en mémoire de l'écrivain.

### Famille
Frère de la poétesse Ana María Moix, il est également un cousin de Yann Moix et d'Alexandre Moix.

## Œuvre

### Romans en catalan
- La torre dels vicis capitals (1968)
- Onades sobre una roca deserta (1969)
- El dia que va morir Marilyn (1970)
- Món mascle (1971)
- Siro o la increada consciència de la raça (1972)
- La caiguda de l'imperi sodomita i altres històries herétiques (1976)
- Sadístic, esperpèntic i àdhuc metafísic (1976)
- Lilí Barcelona i altres travestís : tots els contes (1978)
- Tots els contes (1979)
- El sexe dels àngels (1992) — Prix Lletra d'Or (1993)
- Màrius Byron (1995)

### Romans en espagnol
- Besaré tu cadáver (1965)
- El desorden (1965)
- Nuestra Virgen de los mártires (1983)
- Amami, Alfredo! Polvo de estrellas (1984)
- No digas que fue un sueño (1986)
- El sueño de Alejandría (1988)
- Garras de astracán (1991)
- La herida de la esfinge (1991)
- Suspiros de España (1993)
- Venus Bonaparte (1994)
- Mujercísimas (1995)
- El amargo don de la belleza (1996)
- Chulas y famosas (1999)
- El demonio (1999)
- El arpista ciego (2002)

### Autobiographie
1. El Peso de la Paja :
2. El cine de los sábados
3. El Beso de Peter Pan
4. Extraño en el paraíso

### Essais
- Iniciació a una història del cine
- Los cómics, arte para el consumo y formas pop
- El sadismo de nuestra infancia
- Terenci del Nilo
- Crónicas italianas
- Hollywood stories (2 vols.)
- Tres viajes románticos

### Traductions en français
- Le Jour où est morte Marilyn, traduction de la version castillane (El Día que murió Marilyn) par Gabriel et Vicky Saad de : El dia que va morir Marilyn, Le Chemin vert, 1987